# Virales hämorrhagisches Septikämievirus

Schemazeichnung eines Virions der Gattung Novirhabdovirus

Genomkarte der Gattung Novirhabdovirus

Das Virales hämorrhagisches Septikämievirus (Egtved-Virus, englisch Viral hemorrhagic septicemia virus, VHSV; Spezies Novirhabdovirus piscine, früher Piscine novirhabdovirus) ist ein bei Fischen vorkommendes Virus, das die virale hämorrhagische Septikämie (Egtved-Krankheit) verursacht. Es infiziert über 50 Arten von Süßwasser- und Meeresfischen in mehreren Teilen der nördlichen Hemisphäre.
VHSV ist eine Spezies von Einzelstrang-RNA-Viren negativer Polarität in der Ordnung Mononegavirales, Familie Rhabdoviridae, und Gattung Novirhabdovirus.
Ein weiteres verwandte Fisch-Rhabdovirus ist das Infektiöse hämatopoetisches Nekrosevirus (englisch Infectious hematopoietic necrosis virus, IHNV; Spezies Novirhabdovirus salmonid, früher Salmonid novirhabdovirus, ehem. Typusspezies in der Gattung Novirhabdovirus), das bei Lachsen (Salmonidae) eine infektiöse hämatopoetische Nekrose (IHN) verursacht.

## Morphologie
Die Virionen (Virusteilchen) von VHSV sind umhüllt, sphärisch (kugelförmiges), etwa 180 nm lang, mit einem Durchmesser um 60 nm, bedeckt mit 5 bis 15 nm langen Peplomeren.

## Subtypen
Verschiedene Isolate (isolierbare Stämme) von VHSV werden üblicherweise anhand ihres Genotyps gruppiert.
Ein Gruppierung nach der Geographie des Auftretens erscheint bei dieser Spezies zweckmäßiger als nach Wirtsarten.
Frühere Studien verwendeten unterschiedliche Benennungssysteme,
aber inzwischen hat das folgende System allgemeine Verbreitung gefunden. Dieses basiert auf der Ähnlichkeit des Genotyps (ermittelt durch Sequenzanalyse der N- und G-Gene).
Die Typen I-III sind in Europa und Typ IV in Nordamerika enzootisch. Die Typen I- und IV werden noch wie folgt weiter unterteilt:
| Type | Vorherrschende Wirtsart und Standort |
| ---- | --- |
| I-a  | Zuchtanlagen von Regenbogenforellen und einige andere Süßwasserfischen in Kontinentaleuropa |
| I-b  | Salzwasserfische der Ostsee, Skagerrak, Kattegat, Nordsee, Japan |
| I-c  | Zuchtanlagen von Regenbogenforellen in Dänemark |
| I-d  | Zuchtanlagen von Regenbogenforellen in Norwegen, Finnland, und dem Bottnischen Meerbusen |
| I-e  | Regenbogenforellen in Georgien, gezüchteter und wilder Steinbutt im Schwarzen Meer |
| II   | Salzwasserfische der Ostsee |
| III  | Salzwasserfische der Britischen Inseln und Nordfrankreichs, gezüchteter Steinbutt in Großbritannien und Irland sowie Schwarzer Heilbutt (Reinhardtius hippoglossoides) in Grönland. Zucht von Regenbogenforellen in Norwegen. |
| IV-a | Salzwasserfische des Nordwestpazifiks (Nordamerika), der nordamerikanischen Nordatlantikküste, Japans und Koreas |
| IV-b | Süßwasserfische in der nordamerikanischen Region der Großen Seen |

Der erste entdeckte Stamm war Typ I-a im Jahr 1963, erst Ende 1988 folgte der zweite. I-a wurde von Fischfarmen in Kontinentaleuropa isoliert und betraf hauptsächlich Regenbogenforellen, gelegentlich auch Bachforellen oder Hechte.
1988 wurde der erste marine Stamm der VHSV, jetzt als Typ IV bezeichnet, in normal erscheinenden Lachsen gefunden, als sie vom Pazifik in die Flüsse des US-Bundesstaates Washington zurückkehrten.
Dieser Stamm und andere Meeresstämme waren für Regenbogenforellen nicht tödlich.
Die Entdeckung führte aber zu weiteren Untersuchungen, und Mitte der neunziger Jahre wurde marines VHSV in acht Arten entlang der nordamerikanischen Pazifikküste und in 14 Arten in und um die atlantische Nordsee gefunden.
1996 fand in Japan fand man erstmals VHSV in japanischen Flundern (Paralichthys olivaceus), die in der Seto-Inlandsee gezüchtet wurden.
Seitdem sind in verschiedenen Gebieten unterschiedliche Genotypen aufgetreten.
Typ IV wurde später vor der nordamerikanischen Atlantikküste gefunden beim Atlantischem Hering (Clupea harengus),
beim Mummichog (Fundulus heteroclitus), beim Dreistachligen Stichling (Gasterosteus aculeatus aculeatus), bei der Bachforelle (Salmo trutta) und dem Streifenbarsch (Morone saxatilis). Dazu kommen Dutzende Arten von Süßwasserfischen in den Großen Seen.
VHSV ist seitdem in weiteren geografischen Gebieten und bei weiteren Fischarten anzutreffen. Es wird vermutet, dass dies sowohl die Ausbreitung des Virus in neuen Gebieten durch VHSV-infizierte Eier und durch Lebendfischtransfers von Nordamerika nach Asien verursacht wird, als auch durch die Fütterung von rohem Meeresfisch an im Inland gezüchtete Forellen (wie in Finnland). Als weitere Möglichkeit kommt die Entdeckung von bereits bestehenden Populationen, wie etwa ein anscheinend gut etabliertes Meeresreservoir im Schwarzen Meer.
Um die Verteilung der verschiedenen VHSV-Genotypen zu verfolgen, wurde eine Datenbank namens Fishpathogens.eu erstellt, in der Daten zu verschiedenen Fischpathogenen (einschließlich VHSV) und deren Sequenzen gespeichert werden.